# PROTEUS-Plattform
PROTEUS-Plattform oder PROTEUS-Serie ist der Name eines französischen Satellitenbusses für Kleinsatelliten. PROTEUS ist eine Abkürzung von Plate-forme Reconfigurable pour l'Observation, les Télécommunications Et les Usages Scientifiques, also etwa variable Plattform für Beobachtung, Telekommunikation und wissenschaftliche Nutzung. PROTEUS ist auf Satelliten von 500 bis 700 kg Startgewicht ausgelegt, die die Erde für mindestens drei Jahre in niedrigen Umlaufbahnen umkreisen.
Die Entwicklung der PROTEUS-Plattform wurde 1996 von der französischen Raumfahrtbehörde CNES angestoßen. Ziel war es, eine möglichst kostengünstige Plattform für – möglicherweise neue – Raumfahrtanwendungen bereitzustellen. Die Entwicklung der PROTEUS-Serie erfolgte gemeinsam mit ihrer ersten Anwendung, dem Kleinsatelliten Jason 1. Flexible Konfigurationsmöglichkeiten erlauben verschiedene wissenschaftliche wie auch kommerzielle Anwendungen.
Die Entwicklung von PROTEUS erfolgte in gemeinsam von CNES und Alcatel gestellten Teams. Alcatel entwickelte die Plattform und die Satelliten, während CNES Hauptproduzent der für eigene Zwecke eingesetzten Satelliten blieb.
Jason 1 wurde am 7. Dezember 2001 gestartet. Der Satellit konnte mittlerweile belegen, dass die PROTEUS-Serie die geforderte dreijährige Funktionsfähigkeit in der Erdumlaufbahn einhalten kann. Andere auf der Plattform basierende Systeme sind Jason 2 und das Weltraumteleskop COROT. Aufbauend auf den PROTEUS-Erfahrungen begann CNES 1998 mit der Entwicklung der Myriade-Plattform für Kleinsatelliten.